# 庫阿

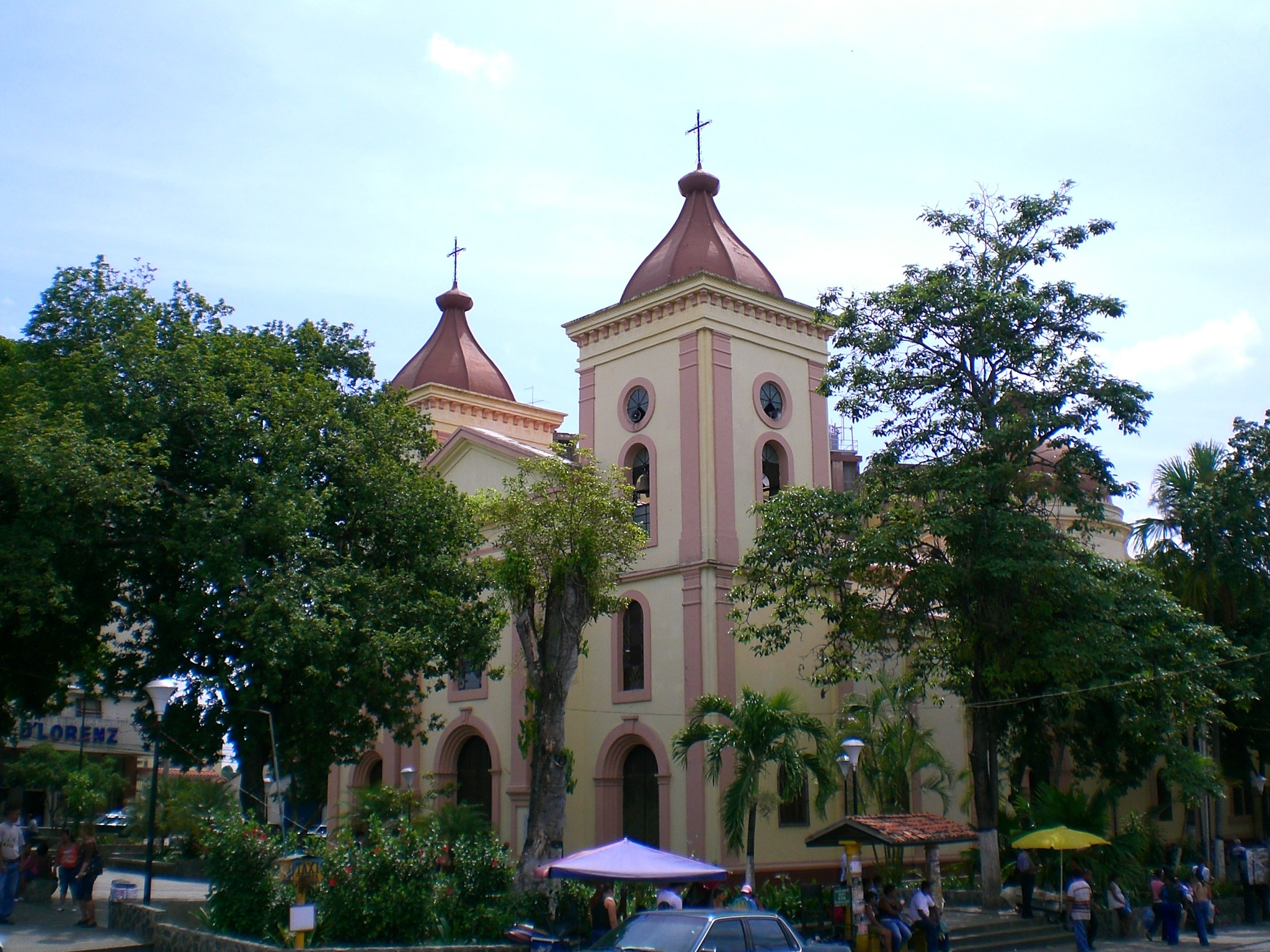

庫阿（Cúa）是委內瑞拉的城市，由米蘭達州負責管轄，位於該國北部，面積273平方公里，始建於1690年，海拔高度490米，主要經濟活動是服務業和工業，2009年人口127,900。

## 外部連結
- FallingRain Map - elevation = 227 (Red dots are railways as at 2000) （页面存档备份，存于） (Estado Miranda)
- Urdaneta Municipality website